# ベアタンク

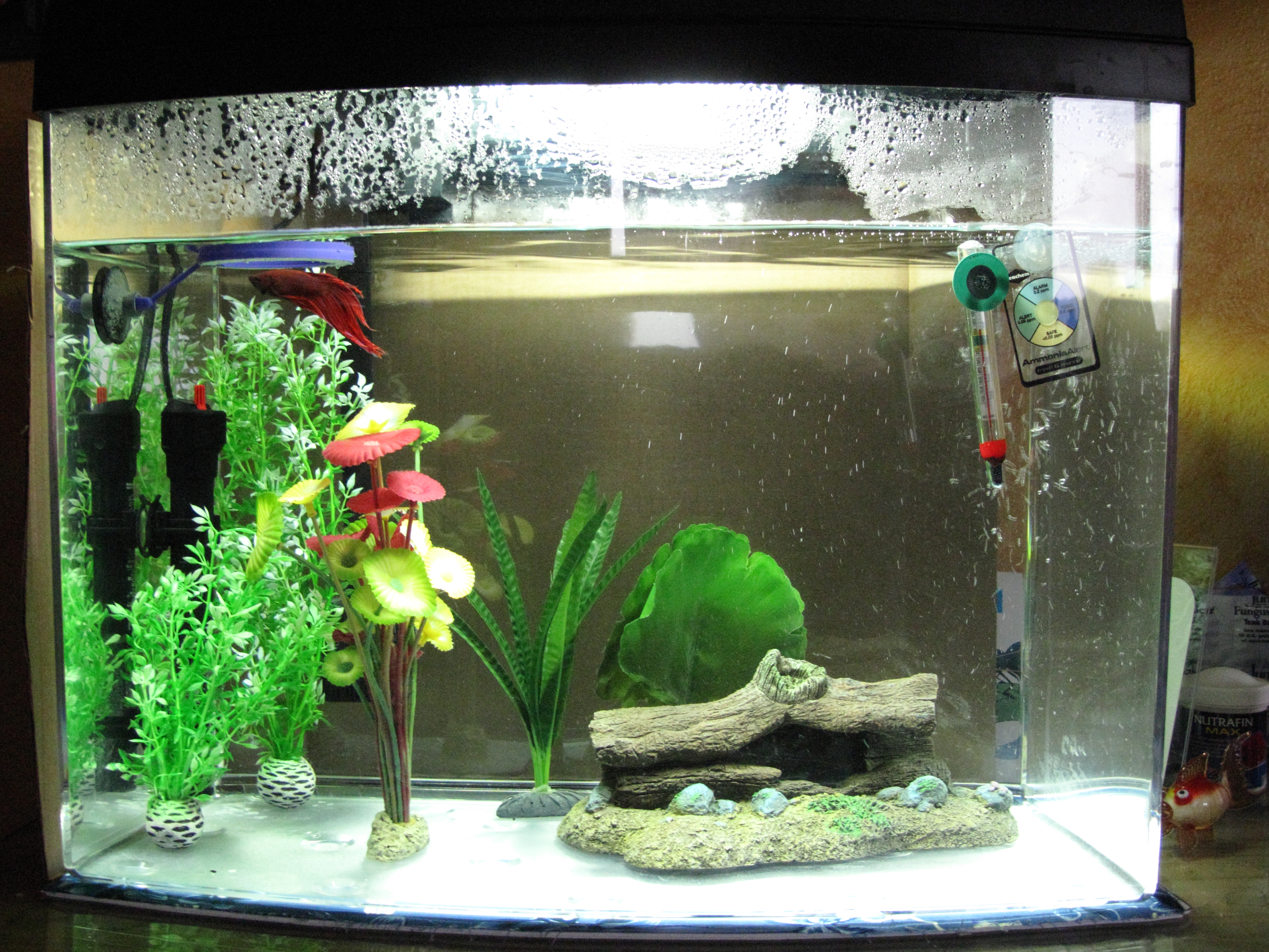
底砂のない水槽

ベアタンク（bare bottom tank）とは、水槽に底砂を敷かずに水棲生物を飼う飼育方法。また、底砂のない水槽そのものも指す。

## 概要
水棲生物を飼育する際、通常、大磯砂や田砂などを水槽の底に敷きつめる。しかし、ベアタンクでは、底にそれらの砂を投入せず、水槽の底がむき出しのままで飼育する。

## メリットとデメリット
ベアタンクのメリットは、メンテナンスが容易になることである。水槽の底には生体の排泄物や餌の残渣などが沈殿するが、底に砂が敷いてあると、それらのゴミを取り除くことが難しく、砂を交換するか（一週間ほど期間を空けながら、部分的、段階的に交換することが望ましい。）、篩（ふるい）にかけて異物を除去するか、水槽内の生物を他の水槽、バケツ、盥（たらい）などに移して、水槽内で砂を洗うなど、時間と労力を要する煩雑な作業が定期的に必要となる。冬場には、冷たい水に触れる作業になり、夏季には、底砂交換、清掃の頻度が多くならざるを得ない。さらに、それらの作業に伴い、水槽内の生物に過度のストレスやショックを与えてしまいかねず、作業後も、生活環境の急変に伴い、やはりストレスを与えてしまう可能性もあるので、作業に慎重を要する。生物に過度の負担を与えないためには、基本的に、上記作業を段階的、部分的に行う必要があるが、飼育者側にとっては、必ずしも能率の良い作業ではなく、煩瑣に感じることもあり得る。この点、ベアタンクであれば、ゴミなどの異物が眼に着きやすく、専用ホースなどで底面全体を簡易に掃除できるので、上記の作業に伴う負担が軽減される。
他面、デメリットとして、槽内の濾過能力の低下による水質の不安定化がある。底砂には濾過バクテリアが多く生息するので、水槽の底に砂がないと、濾過バクテリアの量が少なくなる。さらに、ベアタンクは、殺風景な水槽になりがちであり、アクアリウムとしての鑑賞上の楽しみが減殺されかねない。もっとも、第一のデメリットについては、カキ殻などの貝類を入れることにより、ある程度回避できる。また、水槽の底に広げて敷くマット型の濾過装置を使用することによって、水質悪化を防ぐことも可能である。第二のデメリットについても、ウィローモスが活着した流木、ポットに入った水草、火山岩や川石などの岩石、ビー玉、オハジキ、室内装飾用のカラーストーン、園芸用の鉢底石（白く、つるつるして滑らかな丸形の小石）、100円ショップで売られているような様々な装飾用アクセサリなどを配置することによって、緩和できる。なお、一般に飼育されるような水生生物（金魚、メダカ、川魚、熱帯魚など）の場合、底砂は、生活に不可欠の環境ではない。水草、ポット（他、小さな鉢、管、ハムスター用のハウス）など、身を隠せる場所があれば、ストレスが高じる心配はなく、産卵も可能である。ドジョウ、ナマズなどの底生生物でも、飼育自体は可能である。

## ベアタンクでの飼育
ディスカスやアロワナ、水棲ガメなどはベアタンクで飼育されることが多い。多数の水槽を陳列しているペットショップでも、ベアタンクでの飼育、販売が多い。また、薬浴や稚魚の育成の際にも、ベアタンクを利用する。